# Suceava (distrikt)
Suceava er et distrikt i Bukovina og Moldavien i Rumænien med 688.435 (2002) indbyggere. Hovedstad er byen Suceava.

## Byer
- Suceava
- Fălticeni
- Rădăuţi
- Câmpulung Moldovenesc
- Vatra Dornei
- Broşteni
- Cajvana
- Dolhasca
- Frasin
- Gura Humorului
- Liteni
- Milişăuţi
- Salcea
- Siret
- Solca
- Vicovu de Sus

## Kommuner
| - Adâncata - Arbore - Baia - Bălăceana - Bălcăuţi - Bilca - Bogdăneşti - Boroaia - Bosanci - Botoşana - Breaza - Brodina - Broşteni - Buneşti - Burla - Cacica - Calafindeşti - Capu Câmpului | - Cârlibaba - Ciocăneşti - Ciprian Porumbescu - Comăneşti - Cornu Luncii - Coşna - Crucea - Dărmăneşti - Dolheşti - Dorna-Arini - Dorna Candrenilor - Dorneşti - Drăgoieşti - Drăguşeni - Dumbrăveni - Fântâna Mare - Fântânele - Forăşti | - Frătăuţii Noi - Frătăuţii Vechi - Frumosu - Fundu Moldovei - Gălăneşti - Grămeşti - Grăniceşti - Hănţeşti - Hârtop - Horodnic de Jos - Horodnic de Sus - Horodniceni - Iacobeni - Iaslovăţ - Ilişeşti - Ipoteşti - Izvoarele Sucevei - Mălini | - Mănăstirea Humorului - Marginea - Mitocu Dragomirnei - Moara - Moldova-Suliţa - Moldoviţa - Muşeniţa - Ostra - Păltinoasa - Panaci - Pârteştii de Jos - Pătrăuţi - Poiana Stampei - Pojorâta - Preuteşti - Putna - Rădăşeni - Râşca | - Sadova - Şaru Dornei - Satu Mare - Scheia - Serbăuţi - Siminicea - Slatina - Straja - Stroieşti - Stulpicani - Suceviţa - Todireşti - Udeşti - Ulma - Vadu Moldovei - Valea Moldovei - Vama - Vatra Moldoviţei | - Vereşti - Vicovu de Jos - Voitinel - Volovăţ - Vultureşti - Zamostea - Zvoriştea |

## Demografi
47°35′N 25°46′Ø / 47.58°N 25.76°Ø